# Лоусон, Чарлз
Чарлз Ло́усон (англ. Charles Lawson; 1795—1873) — британский ботаник, садовод, распространитель семян растений.

## Биография
Родился 9 августа 1795 года в Эдинбурге вторым ребёнком в семье питомниковода Питера Лоусона и его супруги Патриши Грант. Начальное образование получал в Эдинбурге, затем продолжил обучение в Эдинбургском университете. После смерти отца в 1821 году унаследовал питомник и фирму Peter Lawson & Son.
2 января 1825 года женился на Грэм Стоддарт (ум. в 1854 году), у них было не менее трёх сыновей.
В 1833 году заложил в Эдинбуге музей фирмы Peter Lawson & Son, где организовал экспозицию лучших образцов растений, продаваемых компанией. В 1838 году заложил дендрарий с богатой коллекцией хвойных растений. На всемирной выставке 1851 года представлял сельскохозяйственные растения, главным образом, злаковые культуры.
Скончался в Эдинбурге 21 декабря 1873 года.

## Растения, названные в честь Ч. Лоусона
- Chamaecyparis lawsoniana (A.Murray bis) Parl., 1864 — Кипарисовик Лоусона